# Matadepera
Matadepera – gmina w Hiszpanii, w prowincji Barcelona, w Katalonii, o powierzchni 25,29 km². W 2011 roku gmina liczyła 8669 mieszkańców.